# Seznam ameriških igralcev (L)
Alison LaPlaca - Laura La Plante - Rod La Rocque - Lash La Rue - Eriq La Salle - Lucille La Verne - Florence La Badie - Shia LaBeouf - Winona LaDuke - Felicity LaFortune - Barbara La Marr - Robia LaMorte - Adam LaVorgna - Matthew Laborteaux - Patrick Labyorteaux - Nick Lachey - Alan Ladd - Cheryl Ladd - Chris Ladd - Diane Ladd - Jordan Ladd - James Lafferty - Bert Lahr - Christine Lahti - Arthur Lake (igralec) - Patricia Lake - Ricki Lake - Veronica Lake - Christine Lakin - Hedy Lamarr - Adam Lamberg - Karen Lamm - Dorothy Lamour - Burt Lancaster - John de Lancie - Juliet Landau - Martin Landau - David Lander - Steve Landesberg - Sonny Landham - Carole Landis - Forrest Landis - Jessie Royce Landis - Joe Lando - Michael Landon - Ali Landry - sestre Lane - Abbe Lane - Diane Lane - Nathan Lane - June Lang - Lex Lang - Harry Langdon - Hope Lange - Jessica Lange - Ted Lange - Frank Langella - Heather Langenkamp - A. J. Langer - Frances Langford - Wallace Langham - Angela Lansbury - Robert Lansing (igralec) - John Larroquette - David Larsen - Christine Larson - Jack Larson - Ali Larter - Louise Lasser - Chester Lauck - Billy Laughlin - Tom Laughlin (igralec) - Laurel and Hardy - Lauren Bosworth - Dan Lauria - Piper Laurie - Ed Lauter - Taylor Lautner - Linda Lavin - Jennifer Lavoie - John Phillip Law - Marc Lawrence - Andrew Lawrence (igralec) - Carol Lawrence - Florence Lawrence - Jennifer Lawrence - Joey Lawrence - Matthew Lawrence - Rosina Lawrence - Bianca Lawson - Maggie Lawson - Paul Le Mat - Matt LeBlanc - Clayton LeBouef - Kelly LeBrock - Adam LeFevre - Lance LeGault - Mervyn LeRoy - Hal LeSueur - Nicholas Lea - Britt Leach - Cloris Leachman - Christina Leardini - Denis Leary - Rex Lease - Frederic Lebow - Charles Lederer - Brandon Lee - China Lee - Cinqué Lee - Daniel Curtis Lee - Diana Lee - Gypsy Rose Lee - Jason Lee (igralec) - Jason Scott Lee - Julia Lee - Luann Lee - Peggy Lee - Shannon Lee - Sheryl Lee - William Gregory Lee - Andrea Leeds - Lila Leeds - Erica Leerhsen - Michael Legge (filmski producent) - John Leguizamo - Henry Lehrman - Ron Leibman - Hudson Leick - Janet Leigh - Jennifer Jason Leigh - Katie Leigh - Leisha Hailey - Chris Lemmon - Jack Lemmon - Mark Lenard - Thomas Lennon - Adriane Lenox - Bethany Joy Lenz - Nicole Marie Lenz - Marion Leonard - Leonard Stone - Gloria Leonard - Joshua Leonard - Robert Sean Leonard - Marianne Leone Cooper - Al Leong - Téa Leoni - Chauncey Leopardi - Logan Lerman - Ken Lerner - Michael Lerner (igralec) - Jennifer LeRoy - Joan Leslie - Tom Lester - Jared Leto - Al Lettieri - Ken Leung - Oscar Levant - Paul Levesque - Samm Levine - Al Lewis - Geoffrey Lewis - Jenny Lewis - Juliette Lewis - Richard Lewis (komik) - Vicki Lewis - Jennifer Lien - Judith Light - Matthew Lillard - Iyari Limón - Tiffany Limos - Lar Park Lincoln - Linda Harrison - Hal Linden - Kate Linder - Audra Lindley - Delroy Lindo - Amy Lindsay - Laura Linney - Larry Linville - Alex D. Linz - Ray Liotta - Jonathan Lipnicki - Peggy Lipton - John Lithgow - Little Jack Little - Angela Little - Cleavon Little - Sacheen Littlefeather - Lucy Liu - Blake Lively - Eric Lively - Margaret Livingston - Ron Livingston - Liz Sheridan - Christopher Lloyd - Danny Lloyd - Jake Lloyd - Lisa Lo Cicero - David Lochary - Sondra Locke - Anne Lockhart - June Lockhart - Heather Locklear - Gary Lockwood - Harold Lockwood - Philip Loeb - Cirroc Lofton - Robert Loggia - Lindsay Lohan - Alison Lohman - Kristanna Loken - Carole Lombard - Jason London - Jason and Jeremy London - Jeremy London - Julie London - Tom London - Audrey Long - Howie Long - Justin Long - Nia Long - Richard Long (igralec) - Shelley Long - Eva Longoria - Mike Lookinland - Jennifer Lopez - Phillips Lord - Del Lord - Traci Lords - Lisa Loring - Marion Lorne - Lori Loughlin - Julia Louis-Dreyfus - Anita Louise - Tina Louise - Demi Lovato - Courtney Love - Melody Love - Frank Lovejoy - Candy Loving - Celia Lovsky - Rob Lowe - Carey Lowell - Scott Lowell - Robert Lowery (igralec) - Lynn Lowry - Michael Lowry (igralec) - Myrna Loy - Josh Lucas - Wilfred Lucas - Shannon Lucio - Laurence Luckinbill - Charles Ludlam - Bela Lugosi - Derek Luke - Jamie Luner - Alfred Lunt - Ida Lupino - Kellan Lutz - Alexandra Lydon - Jane Lynch - Richard Lynch - Carol Lynley - Diana Lynn - Ginger Lynn - Jeffrey Lynn - Ben Lyon - Sue Lyon - Natasha Lyonne - 